# Dietrich Holzach
Dietrich Holzach (* 30. Januar 1836 in Basel; † 4. November 1905 in Aarau) war ein Schweizer Unternehmer der Gastrobranche.

## Leben
Carl Friedrich Dietrich Holzach, Sohn des Seilers Carl Dietrich Holzach (1804–1836), der in Basel eine Handlung für Rosshaar und Waldhaar (Seegras) führte, verlor bereits im Alter von acht Monaten seinen Vater. Seine Mutter zog darauf mit ihm nach Aarau, wo er die Schulen besuchte. Danach liess er sich zum Küfer und Bierbrauer ausbilden. 1859/60 richtete er in einem vom Lithografen Franz Xaver Keller erworbenen Haus an der neu angelegten Bahnhofstrasse in Aarau eine Brauerei mit Gastwirtschaft ein, die mit dem Namen Dietrich Holzach firmierte. Dabei handelt es sich um eine der ersten Brauereien im Kanton Aargau. 1901 wurde sie von seinem Sohn Friedrich Dietrich (1860–1901) übernommen. Dieser starb noch im gleichen Jahr, worauf das Unternehmen an dessen Witwe ging. Als auch diese 1902 starb und der gemeinsame Sohn Ernst (1879–1955), der eine Laufbahn als Kaufmann eingeschlagen hatte, kein Interesse an der Weiterführung des Betriebs zeigte, bedeutete dies – noch zu Lebzeiten des Firmengründers Dietrich – das Ende der Brauerei: Sie wurde von der 1876 gegründeten Brauerei Feldschlösschen in Rheinfelden übernommen. Die Liegenschaft wurde von der Aktiengesellschaft Aargauer Tagblatt gekauft.
Das an die Brauerei angeschlossene Restaurant mit Kegelbahn entwickelte sich rasch zu einem wichtigen gesellschaftlichen Treffpunkt in der aargauischen Kantonshauptstadt, namentlich der besseren und auch der militärischen Kreise. Hier wurde 1876 der Freie Schiessverein Aarau aus der Taufe gehoben. Zahlreiche Vereine nutzten die Gaststube als Vereinslokal, wie etwa der Kantonsschülerturnverein (KTV) Aarau.
Obwohl in Aarau aufgewachsen, behielt Dietrich Holzach den Kontakt zu seiner Vaterstadt Basel aufrecht. 1873 wurde er Mitglied der dortigen Zunft zu Spinnwettern, der traditionellerweise die Küfer angeschlossen waren. 1881 erwarb er auch das Bürgerrecht von Aarau und begann sich vermehrt im gesellschaftlichen Leben des Aargaus zu engagieren. So wurde er Mitglied der 1884 gegründeten Mittelschweizerischen Geographisch-Commerciellen Gesellschaft in Aarau, einer exklusiven Vereinigung von aargauischen Kaufleuten und Unternehmern, die sich um den Aufbau einer ethnographischen Sammlung bemühte.
Dietrich Holzach ist der Stammvater der Aarauer Linie der Familie Holzach, aus der unter anderem der Bankmanager Robert Holzach, ein Urenkel von Dietrich Holzach, hervorging.